# بني رشيد (أرحب)

تعديل مصدري - تعديل

بني رشيد هي إحدى قرى عزلة زندان بمديرية أرحب التابعة لمحافظة صنعاء، بلغ تعداد سكانها 638 نسمة حسب تعداد اليمن لعام 2004.